# 盛宗亮
盛 宗亮（拼音: Shèng Zōngliàng、ブライト・シェン、Bright Sheng、1955年12月6日 - ）は中国系アメリカ人の作曲家、指揮者、ピアニスト。

## 経歴
上海市出身。1982年にアメリカ合衆国に移住し、ミシガン大学の教員を務めている。1999年には、ビル・クリントン大統領が中国の朱鎔基首相を招待した際の公式晩餐会の曲を、ホワイトハウスから委嘱された。2001年にはマッカーサー財団の特別研究員となった。
作品は、ニューヨーク・フィルハーモニック、ボストン交響楽団、シカゴ交響楽団、フィラデルフィア管弦楽団のような有名なアメリカのオーケストラのみならず、パリ管弦楽団、ロイヤル・コンセルトヘボウ管弦楽団のようなヨーロッパのオーケストラ、東京フィルハーモニー交響楽団、中国国立交響楽団のようなアジアのオーケストラで演奏されている。演奏者のうちにはレナード・バーンスタイン、ヨーヨー・マ、クルト・マズア、エマニュエル・アックス、レナード・スラトキン、ロバート・スパノ、デイヴィッド・ジンマン、ネーメ・ヤルヴィなどがいる。レナード・バーンスタイン、チョウ・ウェンチュンに師事。

## 作品
- 南京!南京!
- 中国の夢
- オペラ「毛夫人」